# Marcus Mentor
Marcus Mentor (? – 1 juli 1926) was een Surinaams marron-leider. Hij was een granman van de Kwinti's.

## Biografie
Rond 1902 fungeerde hij als raadman van Alamoe, die in die tijd de granman was van de Kwinti's. Alamoe keerde in 1905 na een bezoek aan Paramaribo niet meer terug naar zijn woongebied. Het duurde vervolgens nog tot 1913 tot Marcus Mentor hem als granman opvolgde. Hij zetelde in Kaaimanston aan de Boven-Coppename.
Meteen in zijn eerste jaar als granman sloot hij overeenkomsten met de centrale regering in Paramaribo over het vervoer per korjaal over de Coppename en in 1916 over de houtconcessie in Kwintigebied van 1000 hectare. Hij bleef leider van de Kwinti's tot aan zijn dood op 1 juli 1926.